# Banderas de la India británica
Las banderas de la India británica eran variadas, y el Imperio británico utilizó varios estandartes diferentes durante el período de su dominio en el subcontinente indio. Banderas con el emblema de la Estrella de la India en su diseño se las suele denominar la bandera de la Estrella de la India, y se usaban para representar a la propia India y los altos cargos en el gobierno de la India. La bandera de la Union Flag del virrey, que presentaba el emblema de la estrella, se consideraba oficialmente la "bandera de la India". y el Pabellón Rojo con la estrella también se usó como bandera india, particularmente en eventos internacionales. La Marina Real India también ondeó una bandera de proa azul con la Estrella de la India. La Compañía Británica de las Indias Orientales, que gobernó la India antes de 1858, utilizó una bandera que presentaba la Union Jack con rayas rojas y blancas.
Durante la India británica, la Union Jack del Reino Unido era considerada la "bandera nacional" y en 1913 el gobierno imperial emitió una decisión según la cual, como estandarte nacional, podía ser ondeada "por cualquier individuo o empresa privada". El uso de la bandera de la Estrella de la India del virrey estaba más restringido y, según una decisión de 1936, "a entidades e individuos privados" no se les permitía enarbolarla.
La India tenía una variedad de banderas para diferentes propósitos. Los Estados principescos tenían sus propias banderas que debían ondear junto a la bandera británica como símbolo de soberanía. La bandera civil y la bandera naval eran la bandera roja o la bandera azul, respectivamente, desfiguradas con el emblema de la estrella de la India. La Union Jack y el estandarte del Virrey se arriaron con el independencia y la adopción de la nueva bandera nacional en agosto de 1947, aunque la Union Jack se seguiría ondeando, de forma limitada, mientras la India siguiera siendo un dominio.

## Historia
Las ideas para una bandera para las áreas bajo la India británica fueron inicialmente de tipo imperial, más que nacionalista. Después de la Rebelión india de 1857 y el posterior establecimiento del Imperio británico de la India, estaba pendiente un símbolo representativo del nuevo gobierno. Se propusieron varios diseños para la primera bandera de la Estrella de la India en 1863, manteniendo diseños de bandera similares adoptados en otras colonias británicas como Canadá y Australia, combinando símbolos de autoridad imperial como la Union Jack y la Corona real con símbolos específicos de la colonia en cuestión.

### Bandera de la Compañía
|                                                                         |
| Bandera de la Compañía Inglesa de las Indias Orientales de 1600 a 1707. |

|                                                                           |
| Bandera de la Compañía Británica de las Indias Orientales de 1707 a 1801. |

|                                                                           |
| Bandera de la Compañía Británica de las Indias Orientales de 1801 a 1858. |

Tras recibir la aprobación real para comerciar en el océano Índico por parte de la reina Isabel I en 1600, la Compañía Inglesa de las Indias Orientales adoptó una bandera de trece franjas rojas y blancas con la bandera de Inglaterra en el cantón. La bandera del cantón finalmente cambió a la bandera de Gran Bretaña en 1707 y más tarde a la Union Jack en 1801. Estas banderas también se utilizaron durante el gobierno de la Compañía en la India.
Después de la Rebelión de la India de 1857, el gobierno británico aprobó la Ley de Gobierno de la India de 1858, por la que se nacionalizó la Compañía de las Indias Orientales y se apoderó de todas sus posesiones en la India, donde se las consideraría legalmente parte del Imperio británico de la India. La bandera de franjas rojas de la Compañía fue reemplazada por la Union Jack.

## Banderas

### Pabellón Azul
|                                  |
| Pabellón de la Marina Real India |

|                                                                                     |
| Fotografía del Pabellón Azul, utilizada como pabellón naval de la Marina Real India |

|               |
| Pabellón Azul |

Después de que la Reina Victoria se convirtiera en emperatriz de la India mediante la proclamación de 1876, el Almirantazgo otorgó a la Marina india un pabellón naval con el símbolo de la Orden de la Estrella de la India en 1877. Se utilizó en los buques de la Marina india de Su Majestad (más tarde llamada Marina Real India) y para otros fines militares y navales.
Su uso se modificó a partir de 1928, cuando la Marina Real India cambió al Pabellón Blanco como pabellón naval y el Pabellón Azul se convirtió en el pabellón de proa.

### Pabellón Rojo
| |
| Bandera civil de la India británica, que a veces también se utilizaba para representar a la India a nivel internacional. |

|                                                                                  |
| Un miembro del Regimiento de Infantería Ligera de Somerset iza el pabellón civil |

| |
| El Pabellón Rojo utilizada para representar a la India como miembro de los Aliados en la Segunda Guerra Mundial, mostrando las Naciones Unidas originales en 1942. |

| |
| Cartel de las Naciones Unidas, creado por el gobierno de los EE. UU. en mayo de 1942, que presenta el Pabellón Rojo con el emblema de la Estrella de la India. |

|                                 |
| Ejemplo del Pabellón Rojo indio |

Mientras que el Pabellón Azul se utilizaba con fines militares y navales, el Pabellón Rojo se utilizaba como bandera civil y, en ocasiones, representaba a la India en eventos internacionales, en particular en la Declaración de las Naciones Unidas durante la Segunda Guerra Mundial. La bandera utilizada en los buques mercantes registrados en los puertos de la India británica era el Pabellón Rojo sin desfigurar.

### Bandera del virrey y el gobernador general
|                                                      |
| Bandera del virrey y gobernador general de la India. |

| |
| Los jugadores de hockey indios llegan a los Países Bajos para los Juegos Olímpicos de Ámsterdam 1928 |

| |
| Bandera del virrey de la India utilizada para representar a la India en los Juegos Olímpicos de Berlín 1936 |

Desde aproximadamente 1885, al virrey de la India se le permitió ondear una Union Flag con la "Estrella de la India" en el centro y una corona encima. A menudo se utilizaba para representar a la India, actuando como una "bandera nacional no oficial", en eventos internacionales, etc. Esta bandera no era la bandera personal del virrey; también la usaban gobernadores, tenientes gobernadores, comisionados jefes y otros oficiales británicos en la India. Cuando estaban en el mar, solo el virrey ondeaba la bandera desde el palo mayor, mientras que otros funcionarios la ondeaban desde el palo trinquete.

#### Como dominios independientes
|                                                                    |
| Bandera del gobernador general del Dominio de la India (1947-1950) |

| |
| Bandera del gobernador general del Dominio de Pakistán (1947-1953) representada con la Corona Tudor |

| |
| Bandera del gobernador general del Dominio de Pakistán (1953-1956) representada con la Corona de San Eduardo |

La serie de banderas Estrella de la India se discontinuó a partir de 1947, cuando se establecieron los recién independizados dominios de la India y Pakistán mediante la Ley de Independencia de la India de 1947. Las recién formadas oficinas de los gobernadores generales de la India y Pakistán usaron una bandera azul oscuro con el escudo real (un león parado sobre la Corona Tudor), debajo del cual estaban las palabras 'INDIA' y 'PAKISTÁN' en mayúsculas doradas respectivamente.
Estas banderas finalmente se dejaron de usar cuando India y Pakistán abolieron su estatus de dominio después de convertirse en repúblicas constitucionales en 1950 y 1956 respectivamente.

### Otras banderas

#### Bandera de la autonomía
|  |
|  |

|  |
|  |

|  |
|  |

El movimiento de autogobierno indio utilizó una bandera con cinco franjas horizontales rojas y cuatro verdes. En el cuadrante superior izquierdo se encontraba la Union Flag, que simbolizaba el estatus de dominio que el movimiento buscaba alcanzar. En la parte superior se encuentran una media luna y una estrella de siete puntas, ambas en blanco. Las siete estrellas blancas están dispuestas como en la constelación de Saptarishi (la constelación de la Osa Mayor), que es sagrada para los hindúes.

#### Estandarte de coronación
|                                                               |
| Estandarte de la coronación del Imperio Británico de la India |

|                                |
| Cigarrillo de seda Anon (1915) |

|                         |
| Cigarrillos B.D.V. Seda |

El estandarte de la coronación del Imperio británico de la India tenía una cruz de San Jorge aumentada en el centro con la "Estrella de la India" coronada por una corona.

## Emblema
|                                                                                       |
| Insignia del virrey de la India (1876-1904) representada con la corona de San Eduardo |

|                                                                              |
| Insignia del virrey de la India (1904-1947) representada con la corona Tudor |

|                                              |
| Badge of the British Indian Army (1895–1947) |

|                                                                                          |
| Estrella y collar de un Caballero Gran Comendador de la Orden de la Estrella de la India |

La Estrella de la India era el símbolo de la Orden de la Estrella de la India, una orden de caballería. Era una estrella plateada de cinco puntas, decorada con diamantes y rodeada por un sol que tenía veintiséis rayos grandes alternados con veintiséis rayos pequeños. En el centro del sol había una cinta azul claro con el lema de la Orden, "La luz del cielo, nuestra guía". El lema elegido fue neutral para atraer a personas de diferentes creencias debido a la diversidad religiosa de la India, y el cielo también se refería a las estrellas y su luz que los marineros usaban para circunnavegar hasta la India. A diferencia de la mayoría de los símbolos británicos, la Estrella no tenía connotaciones cristianas, ya que se consideraban inaceptables para los príncipes indios.